# Bohuslav Matěj Černohorský
Bohuslav Matěj Černohorský (16. února 1684, Nymburk – 14./15. února nebo 1. července 1742, Štýrský Hradec) byl český hudební skladatel, minoritský kněz, varhaník a hudební pedagog, reprezentující období kulminace české barokní hudby.

## Život

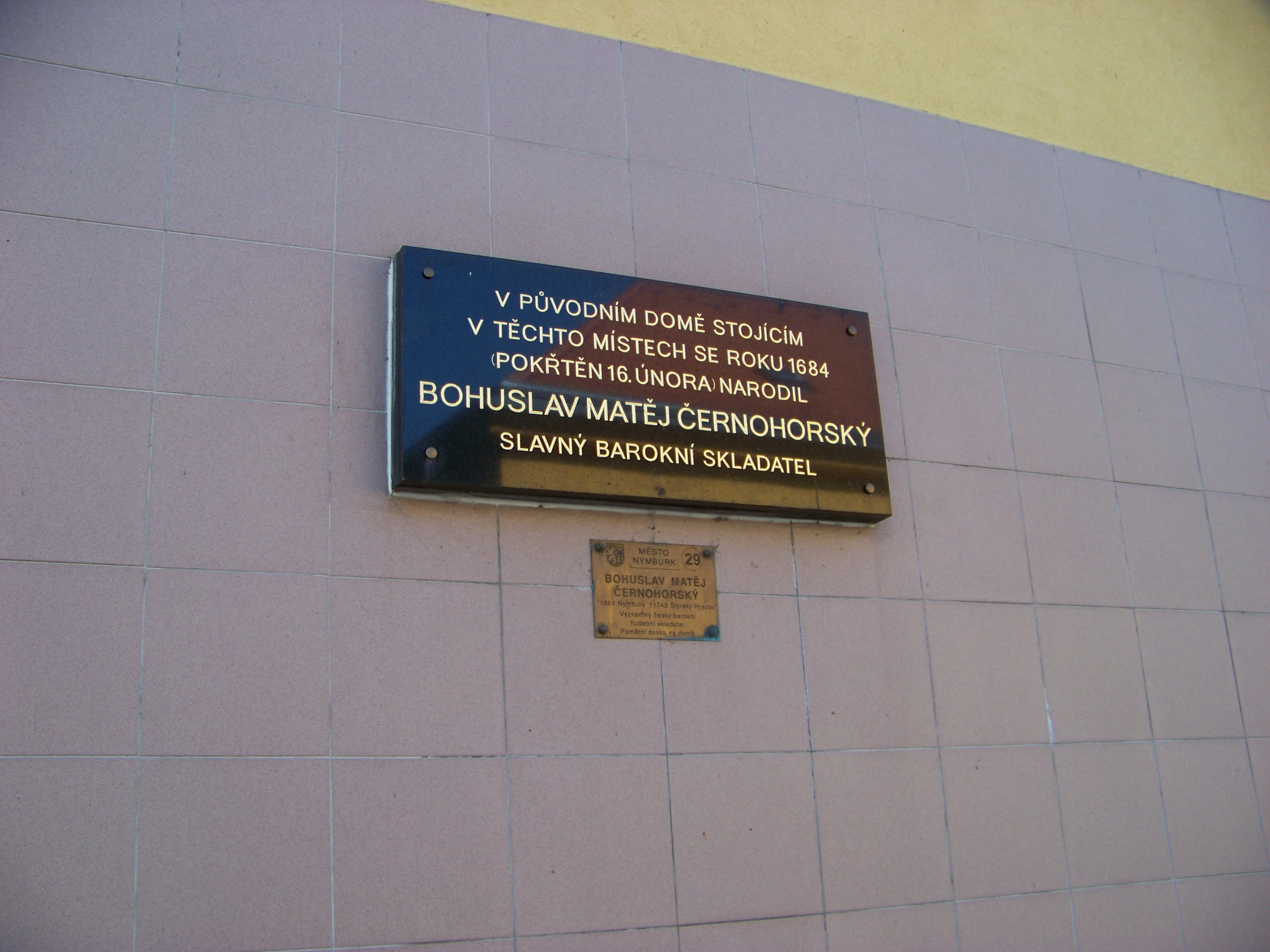
Pamětní deska Bohuslava Matěje Černohorského v Nymburce

Narodil se 16. února roku 1684 v Nymburce. Základní hudební vzdělání získal společně s bratrem Václavem od otce Samuela. Své praktické a teoretické hudební znalosti si prohloubil během studií filozofie a teologie v jezuitském semináři na pražské univerzitě. Krátce po získání titulu bakaláře, 28. ledna 1703 vstoupil do františkánského řádu a nějaký čas působil v minoritském konventu u svatého Jakuba na Starém Městě v Praze. V roce 1708 byl vysvěcen na kněze.
Po neúspěšných žádostech o umožnění studia hudby oslovil přímo generála minoritského řádu v Itálii, který se studiem souhlasil. Proto roku 1710 Černohorský odešel do Říma, kde jej vrchní představený řádu jmenoval hlavním varhaníkem baziliky sv. Františka v Assisi. Poněvadž odešel bez souhlasu svých pražských nadřízených, byl potrestán deseti lety vyhnanství.
Černohorský později také působil jako regenschori v bazilice svatého Antonína v Padově, kde získal doktorský titul. Zde mezi jeho žáky patřili slavný houslista Giuseppe Tartini, který se ve zdech kláštera ukrýval před hněvem kardinála Giorgia Cornara, s jehož neteří se tajně oženil. Pod uměleckým vedením padre Černohorského zkomponoval svou slavnou sonátu g moll známou jako "Ďáblův trylek" (Il Trillo del Diavolo). Během svého života působil jako hudebník také v dalších italských městech, např. ve Florencii, Boloni, Neapoli, Benátkách i v Římě.
V roce 1720 se vrátil do Prahy, kde pokračoval ve své skladatelské a pedagogické činnosti a zde byl např. učitelem dalšího významného českého skladatele Františka Ignáce Tůmy.
Od roku 1731 působil opět v Padově, na sklonku roku 1741 se pro zhoršující se zdravotní stav rozhodl vrátit se do Čech, během své cesty však onemocněl a zemřel v únoru nebo červenci roku 1742 ve Štýrském Hradci.

## Hudební činnost
Svými hudebními postupy se stal jedním z předchůdců období hudebního klasicismu. Vrcholná úroveň polyfonie, svébytné pojetí melodiky a rytmiky a pedagogická činnost a celkový vliv jeho díla na další generace skladatelů z něj činí ojedinělou osobnost vrcholného období českého hudebního baroka. V italském prostředí měl přezdívku "Padre boemo", někdy se mu přezdívá „český Bach.“
Své zkušenosti z návštěvy minoritského kláštera Sacro Convento v Assisi pravděpodobně zužitkoval v druhé verzi svého nejlepšího díla, velikonoční dvousborové antifony Regina coeli (Raduj se, nebes královno). Tato skladba pro soprán, violoncello a varhany má formu koncertantní kantáty. V assiském konventu se chová autograf Regina Coeli (skladba složena v roce 1712), v níž dosáhl mistrovství polyfonní sazby.
K dalším vrcholným skladbám Černohorského a české polyfonie vůbec se řadí offertorium Laudetur Jesus Christus pro soprán, alt, tenor a bas s doprovodem houslí, violy, trubek a varhan. Dvě jeho mše dokazují jeho velkou potenci ve skladbě cyklických hudebních forem.
Jinak se ovšem z jeho děl mnoho nezachovalo. Kromě vokální tvorby napsal Černohorský několik hudebně velmi cenných varhanních skladeb. Upoutává v nich zpěvná melodika a opět dokonalá polyfonie, která reprezentuje vrchol této hudební formy v Čechách. Četné záznamy skladatelových prací podlehly za dosud neobjasněných okolností zkáze, avšak i z torza díla se on sám jeví jako ojedinělá skladatelská osobnost období českého hudebního baroka.
Kromě Giuseppa Tartiniho mezi žáky Bohuslava Matěje Černohorského v Itálii patřil také věhlasný padre Martini.

## Nejvýznamnější skladby

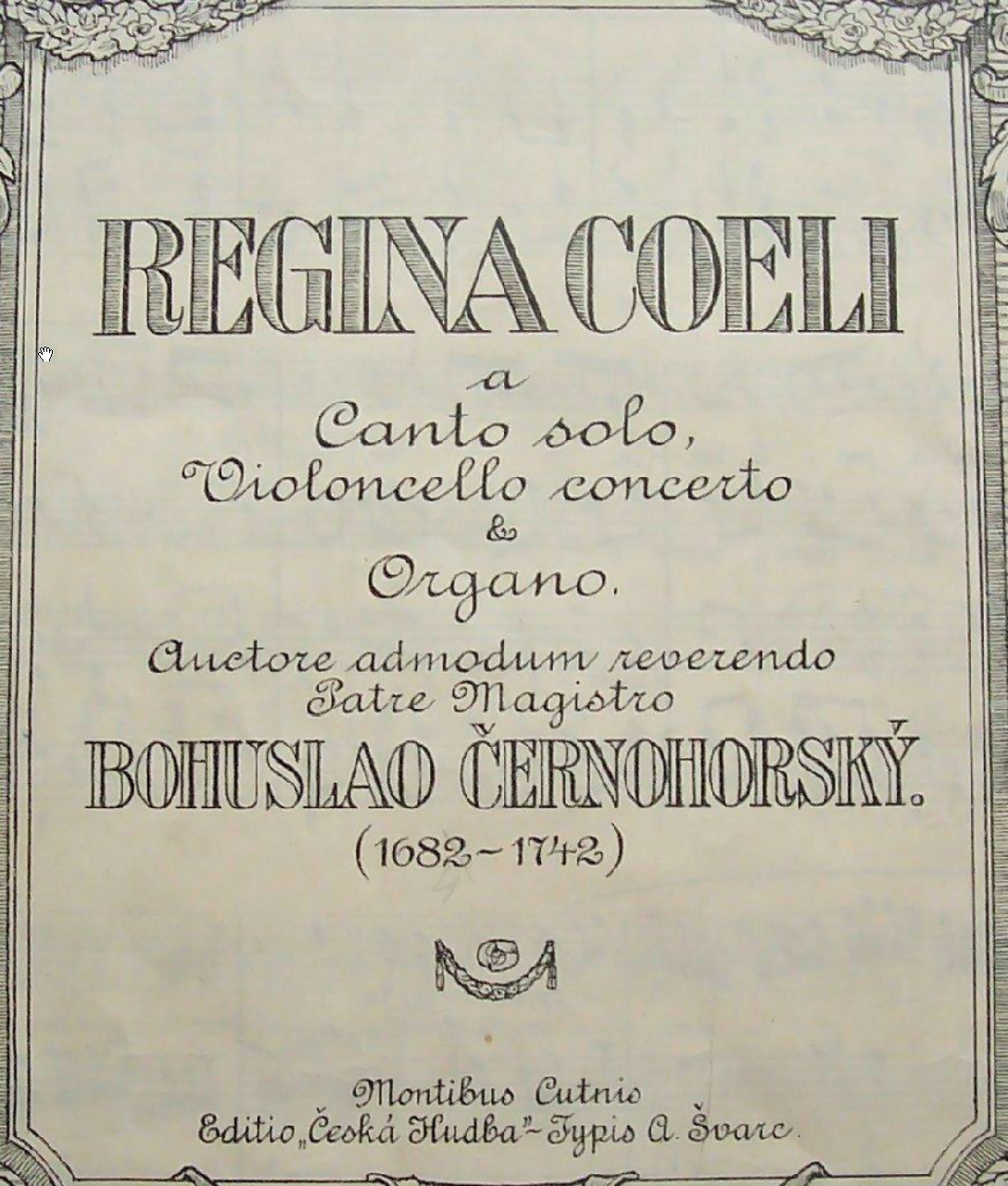
Titulní strana kantáty Regina Coeli

- Regina coeli – koncertní kantáta pro 2 sbory a varhany (1712). Po roce 1720 přepracováno pro soprán, violoncello a varhany. Toto dílo patří mezi jeho nejkrásnější a nejčastěji prováděné skladby.
- Quare Domine irasceris – ofertorium pro čtyřhlasý sbor, orchestr a varhany
- Offertorium pro omni tempore
- Quem lapidaverunt judiae orantem
- Vesperae minus solennes (a 8 vocibus) – pro sbor, orchestr a varhany (před rokem 1710)
- Litanie Lauretanae de Beatae Virginis Maria Victoriosa – pro čtyřhlasý sbor, orchestr a varhany (kolem roku 1720)
- Fugue in A minor con sogetto cromatico pro varhany
- Toccata C dur pro varhany
- Concerto in C pro varhany
- Fugy: F-dur, d-moll, D-dur, gis-moll, c-moll, a-moll pro varhany
- Laudetur Jesus Christus – ofertorium pro čtyřhlasý sbor, orchestr a varhany (1729)